# Club Sportif Municipal Auboué
Il Club Sportif Municipal Auboué, noto semplicemente come CSM Auboué è stata una società cestistica avente sede a Auboué, in Francia. Fondata nel 1934, ha giocato nel campionato francese fino al 1967.

## Palmarès
- Coppa di Francia: 1

1956